# Élections législatives de 2024 en Martinique
Les élections législatives françaises de 2024 en Martinique se déroulent les 29 juin et 6 juillet. Quatre députés sont à élire dans le cadre de quatre circonscriptions, à la suite de la dissolution de l'Assemblée nationale par Emmanuel Macron.
Le choix de cette dissolution est pris après la défaite de la liste Renaissance aux élections européennes qui ont eu lieu le 9 juin 2024.

## Contexte
| Circonscription | RN      | ENS     | PS - PP | LFI     | LR     |
| --------------- | ------- | ------- | ------- | ------- | ------ |
| Circonscription |         |         |         |         |        |
| 1re             | 18,57 % | 14,8 %  | 15,23 % | 18,25 % | 5,08 % |
| 2e              | 18,29 % | 20,06 % | 16,28 % | 16,86 % | 4,47 % |
| 3e              | 16,02 % | 16,33 % | 18,07 % | 19,52 % | 4,20 % |
| 4e              | 18,59 % | 17,22 % | 14,92 % | 20,19 % | 3,82 % |

## Système électoral
Les élections législatives ont lieu au scrutin uninominal majoritaire à deux tours dans des circonscriptions uninominales.
Est élu au premier tour le candidat qui réunit la majorité absolue des suffrages exprimés et un nombre de voix au moins égal au quart des électeurs inscrits dans la circonscription, soit 25 %. Si aucun des candidats ne satisfait ces conditions, un second tour est organisé entre les candidats ayant réuni un nombre de voix au moins égal à un huitième des inscrits, soit 12,5 %. Les deux candidats arrivés en tête du 1er tour se maintiennent néanmoins par défaut si un seul ou aucun d'entre eux n'a atteint ce seuil. Au second tour, le candidat arrivé en tête est déclaré élu,.
Le seuil de qualification basé sur un pourcentage du total des inscrits et non des suffrages exprimés rend plus difficile l'accès au second tour lorsque l'abstention est élevée. Le système permet en revanche l'accès au second tour de plus de deux candidats si plusieurs d'entre eux franchissent le seuil de 12,5 % des inscrits. Les candidats en lice au second tour peuvent ainsi être trois, un cas de figure appelé « triangulaire ». Les second tours où s'affrontent quatre candidats, appelés « quadrangulaire » sont également possibles, mais beaucoup plus rares,.

### Partis et nuances
Les résultats des élections sont publiés en France par le ministère de l'Intérieur, qui classe les partis en leur attribuant des nuances politiques. Ces dernières sont décidées par les préfets, qui les attribuent indifféremment de l'étiquette politique déclarée par les candidats, qui peut être celle d'un parti ou une candidature sans étiquette.
Seuls le Parti communiste français (COM), La France insoumise (FI), le Parti socialiste (SOC), le Parti radical de gauche (RDG), Les Écologistes (VEC), Renaissance (RE), le Mouvement démocrate (MDM), Horizons (HOR), l'Union des démocrates et indépendants (UDI), Les Républicains (LR), le Rassemblement national (RN) et Reconquête (REC) se voient attribuer en 2024 des nuances propres. Les coalitions Ensemble et Nouveau front populaire, ainsi que les candidats de l'alliance LR-Ciotti-RN, en bénéficient également indirectement, les nuances Ensemble ! (Majorité présidentielle) (ENS), Union de la gauche (UG) et Union de l'extrême-droite (UXD) étant attribuables aux candidats bénéficiant respectivement du soutien de deux partis du centre, de deux partis de gauche ou de deux partis d'extrême-droite,.
Tous les autres partis se voient attribuer l'une ou l'autre des nuances suivantes : EXG (extrême gauche), DVG (divers gauche), ECO (écologiste), REG (régionaliste), DVC (divers centre), DVD (divers droite), DSV (droite souverainiste) et EXD (extrême droite). Des partis comme Debout la France ou Lutte ouvrière ne disposent ainsi pas de nuances propres, et leurs résultats nationaux ne sont pas publiés séparément par le ministère, car mélangés avec d'autres partis (respectivement dans les nuances DSV et EXG).

## Résultats

### Élus
| Circonscription | Député sortant      | Parti ou nuance | Parti ou nuance | Groupe   | Député élu ou réélu | Parti ou nuance | Parti ou nuance | Groupe   |
| --------------- | ------------------- | --------------- | --------------- | -------- | ------------------- | --------------- | --------------- | -------- |
| 1re             | Jiovanny William    |                 | app. Péyi-A     | GDR      | Jiovanny William    |                 | app. Péyi-A     | app. SOC |
| 2e              | Marcellin Nadeau    |                 | Péyi-A          | GDR      | Marcellin Nadeau    |                 | Péyi-A          | GDR      |
| 3e              | Johnny Hajjar       |                 | PPM             | app. SOC | Béatrice Bellay     |                 | PS              | SOC      |
| 4e              | Jean-Philippe Nilor |                 | Péyi-A          | LFI      | Jean-Philippe Nilor |                 | Péyi-A          | LFI      |

### Résultats à l'échelle du département

#### Résultats par coalition
| Parti et coalition                          | Parti et coalition                                 | Parti et coalition                               | Premier tour | Premier tour | Premier tour | Second tour   | Second tour   | Second tour | Total Sièges  | +/-           |  |
| Parti et coalition                          | Parti et coalition                                 | Parti et coalition                               | Voix         | %            | Sièges       | Voix          | %             | Sièges      | Total Sièges  | +/-           |  |
| ------------------------------------------- | -------------------------------------------------- | ------------------------------------------------ | ------------ | ------------ | ------------ | ------------- | ------------- | ----------- | ------------- | ------------- |  |
|                                             |                                                    | Péyi-A                                           | 41 527       | 46,05        | 0            | 57 402        | 61,98         | 3           | 3             | en stagnation |  |
|                                             | Parti socialiste (PS)                              | 4 489                                            | 4,98         | 0            | 10 243       | 11,06         | 1             | 1           | 1             |               |  |
| Total Nouveau Front populaire (NFP)         | Total Nouveau Front populaire (NFP)                | 46 016                                           | 51,02        | 0            | 67 645       | 73,03         | 4             | 4           | 1             |               |  |
|                                             | Rassemblement national (RN)                        | Rassemblement national (RN)                      | 9 018        | 10,00        | 0            | 3 350         | 3,62          | 0           | 0             | en stagnation |  |
|                                             |                                                    | Parti progressiste martiniquais (PPM)            | 6 626        | 7,35         | 0            | 8 541         | 9,22          | 0           | 0             | 1             |  |
|                                             | Bâtir le pays Martinique (BPM)                     | 1 626                                            | 1,80         | 0            |              |               |               | 0           | en stagnation |               |  |
| Total Alians Matinik (AS)                   | Total Alians Matinik (AS)                          | 8 252                                            | 9,15         | 0            | 8 541        | 9,22          | 0             | 0           | 1             |               |  |
|                                             |                                                    | Mouvement indépendantiste martiniquais (MIM)     | 3 106        | 3,44         | 0            | 4 081         | 4,41          | 0           | 0             | en stagnation |  |
|                                             | Parti pour la libération de la Martinique (PALIMA) | 2 617                                            | 2,90         | 0            |              |               |               | 0           | en stagnation |               |  |
| Total Gran sanblé pou Matinik (GSPM)        | Total Gran sanblé pou Matinik (GSPM)               | 5 723                                            | 6,35         | 0            | 4 081        | 4,41          | 0             | 0           | en stagnation |               |  |
|                                             | Forces franciscaines (FF)                          | Forces franciscaines (FF)                        | 2 690        | 2,98         | 0            |               |               |             | 0             | Nv            |  |
|                                             | Union des démocrates et indépendants (UDI)         | Union des démocrates et indépendants (UDI)       | 2 316        | 2,57         | 0            | 0             | en stagnation |             |               |               |  |
|                                             | Martinique écologie (MÉ)                           | Martinique écologie (MÉ)                         | 1 538        | 1,71         | 0            | 0             | Nv            |             |               |               |  |
|                                             | Combat ouvrier (CO)                                | Combat ouvrier (CO)                              | 1 028        | 1,14         | 0            | 0             | en stagnation |             |               |               |  |
|                                             | Groupe des acteurs libres de leur opinion (GALO)   | Groupe des acteurs libres de leur opinion (GALO) | 824          | 0,91         | 0            | 0             | Nv            |             |               |               |  |
|                                             |                                                    | Parti démocrate de la Martinique (PADEMA)        | 599          | 0,66         | 0            | 0             | Nv            |             |               |               |  |
| Total Union de la droite et du centre (UDC) | Total Union de la droite et du centre (UDC)        | 599                                              | 0,66         | 0            | 0            | en stagnation |               |             |               |               |  |
|                                             | Utiles                                             | Utiles                                           | 599          | 0,66         | 0            | 0             | Nv            |             |               |               |  |
|                                             | Sans étiquette (SE)                                | Sans étiquette (SE)                              | 11 583       | 12,84        | 0            | 9 003         | 9,72          | 0           | 0             | en stagnation |  |
|                                             |                                                    |                                                  |              |              |              |               |               |             |               |               |  |
| Suffrages exprimés                          | Suffrages exprimés                                 | Suffrages exprimés                               | 90 186       | 94,87        |              | 92 620        | 93,71         |             |               |               |  |
| Votes blancs                                | Votes blancs                                       | Votes blancs                                     | 2 732        | 2,87         | 3 641        | 3,68          |               |             |               |               |  |
| Votes nuls                                  | Votes nuls                                         | Votes nuls                                       | 2 144        | 2,26         | 2 575        | 2,61          |               |             |               |               |  |
| Total                                       | Total                                              | Total                                            | 95 062       | 100          | 0            | 98 836        | 100           | 4           | 4             | en stagnation |  |
| Abstentions                                 | Abstentions                                        | Abstentions                                      | 209 621      | 68,80        |              | 205 854       | 67,56         |             |               |               |  |
| Inscrits/Participation                      | Inscrits/Participation                             | Inscrits/Participation                           | 304 683      | 31,20        | 304 690      | 32,44         |               |             |               |               |  |

#### Résultats par nuance
| Nuance                 | Nuance                               | Nuance                 | Premier tour | Premier tour | Premier tour | Second tour | Second tour   | Second tour | Total Sièges | +/-           |  |
| Nuance                 | Nuance                               | Nuance                 | Voix         | %            | Sièges       | Voix        | %             | Sièges      | Total Sièges | +/-           |  |
| ---------------------- | ------------------------------------ | ---------------------- | ------------ | ------------ | ------------ | ----------- | ------------- | ----------- | ------------ | ------------- |  |
|                        | Régionaliste                         | REG                    | 48 544       | 53,83        | 0            | 61 483      | 66,38         | 3           | 3            | 1             |  |
|                        | Divers gauche                        | DVG                    | 12 390       | 13,74        | 0            | 8 541       | 9,22          | 0           | 0            | 2             |  |
|                        | Divers droite                        | DVD                    | 9 565        | 10,61        | 0            | 9 003       | 9,72          | 0           | 0            | en stagnation |  |
|                        | Rassemblement national               | RN                     | 9 018        | 10,00        | 0            | 3 350       | 3,62          | 0           | 0            | en stagnation |  |
|                        | Parti socialiste hors UG             | SOC                    | 4 489        | 4,98         | 0            | 10 243      | 11,06         | 1           | 1            | Nv            |  |
|                        | Écologistes                          | ECO                    | 2 736        | 3,03         |              |             |               | 0           | 0            | en stagnation |  |
|                        | Union des démocrates et indépendants | UDI                    | 2 316        | 2,57         | 0            | 0           | en stagnation |             |              |               |  |
|                        | Extrême gauche                       | EXG                    | 1 028        | 1,14         | 0            | 0           | en stagnation |             |              |               |  |
|                        | Divers                               | DIV                    | 100          | 0,11         | 0            | 0           | Nv            |             |              |               |  |
|                        |                                      |                        |              |              |              |             |               |             |              |               |  |
| Suffrages exprimés     | Suffrages exprimés                   | Suffrages exprimés     | 90 186       | 94,87        |              | 92 620      | 93,71         |             |              |               |  |
| Votes blancs           | Votes blancs                         | Votes blancs           | 2 732        | 2,87         | 3 641        | 3,68        |               |             |              |               |  |
| Votes nuls             | Votes nuls                           | Votes nuls             | 2 144        | 2,26         | 2 575        | 2,61        |               |             |              |               |  |
| Total                  | Total                                | Total                  | 95 062       | 100          | 0            | 98 836      | 100           | 4           | 4            | en stagnation |  |
| Abstentions            | Abstentions                          | Abstentions            | 209 621      | 68,80        |              | 205 854     | 67,56         |             |              |               |  |
| Inscrits/Participation | Inscrits/Participation               | Inscrits/Participation | 304 683      | 31,20        | 304 690      | 32,44       |               |             |              |               |  |

### Résultats par circonscription

#### Première circonscription
- Député sortant : Jiovanny William (apparenté Péyi-A).

| Candidat                 | Candidat                 | Parti et coalition       | Nuance                   | Premier tour | Premier tour | Second tour | Second tour |
| Candidat                 | Candidat                 | Parti et coalition       | Nuance                   | Voix         | %            | Voix        | %           |
| ------------------------ | ------------------------ | ------------------------ | ------------------------ | ------------ | ------------ | ----------- | ----------- |
|                          | Jiovanny William         | app. Péyi-A (NFP)        | REG                      | 13 095       | 56,56        | 18 552      | 81,97       |
|                          | Philippe Edmond-Mariette | MIM (GSPM)               | REG                      | 3 106        | 13,42        | 4 081       | 18,03       |
|                          | Alain-Claude Lagier,     | FF                       | DVG                      | 2 690        | 11,62        |             |             |
|                          | Cédric Crampon           | RN                       | RN                       | 2 312        | 9,99         |             |             |
|                          | Gabriel Jean-Marie       | CO                       | EXG                      | 665          | 2,87         |             |             |
|                          | Yann Mievilly            | PADEMA (UDC)             | ECO                      | 599          | 2,59         |             |             |
|                          | Sylvain Hoche            | SE                       | DVD                      | 584          | 2,52         |             |             |
|                          | Fabrice Fiari            | SE                       | DIV                      | 100          | 0,43         |             |             |
|                          |                          |                          |                          |              |              |             |             |
| Votes valides            | Votes valides            | Votes valides            | Votes valides            | 23 151       | 94,36        | 22 633      | 92,74       |
| Votes blancs             | Votes blancs             | Votes blancs             | Votes blancs             | 768          | 3,13         | 1 043       | 4,27        |
| Votes nuls               | Votes nuls               | Votes nuls               | Votes nuls               | 615          | 2,51         | 728         | 2,98        |
| Total                    | Total                    | Total                    | Total                    | 24 534       | 100          | 24 404      | 100         |
| Abstention               | Abstention               | Abstention               | Abstention               | 55 794       | 69,46        | 55 938      | 69,62       |
| Inscrits / participation | Inscrits / participation | Inscrits / participation | Inscrits / participation | 80 328       | 30,54        | 80 342      | 30,38       |

#### Deuxième circonscription
- Député sortant : Marcellin Nadeau (Péyi-A)

| Candidat                 | Candidat                 | Parti et coalition       | Nuance                   | Premier tour | Premier tour | Second tour | Second tour |
| Candidat                 | Candidat                 | Parti et coalition       | Nuance                   | Voix         | %            | Voix        | %           |
| ------------------------ | ------------------------ | ------------------------ | ------------------------ | ------------ | ------------ | ----------- | ----------- |
|                          | Marcellin Nadeau         | Péyi-A (NFP)             | REG                      | 12 017       | 48,31        | 17 230      | 65,68       |
|                          | Yan Monplaisir           | SE                       | DVD                      | 6 732        | 27,06        | 9 003       | 34,32       |
|                          | Juvénal Rémir            | RN                       | RN                       | 2 614        | 10,51        |             |             |
|                          | Christian Rapha          | SE                       | DVD                      | 1 888        | 7,59         |             |             |
|                          | Alexandre Ventadour,     | app. BPM (AS)            | DVG                      | 1 626        | 6,54         |             |             |
|                          |                          |                          |                          |              |              |             |             |
| Votes valides            | Votes valides            | Votes valides            | Votes valides            | 24 877       | 94,60        | 26 233      | 94,65       |
| Votes blancs             | Votes blancs             | Votes blancs             | Votes blancs             | 778          | 2,96         | 812         | 2,93        |
| Votes nuls               | Votes nuls               | Votes nuls               | Votes nuls               | 641          | 2,44         | 672         | 2,42        |
| Total                    | Total                    | Total                    | Total                    | 26 296       | 100          | 27 717      | 100         |
| Abstention               | Abstention               | Abstention               | Abstention               | 53 379       | 67,00        | 51 948      | 65,21       |
| Inscrits / participation | Inscrits / participation | Inscrits / participation | Inscrits / participation | 79 675       | 33,00        | 79 665      | 34,79       |

#### Troisième circonscription
- Député sortant : Johnny Hajjar (Parti progressiste martiniquais)

| Candidat                 | Candidat                 | Parti et coalition       | Nuance                   | Premier tour | Premier tour | Second tour | Second tour |
| Candidat                 | Candidat                 | Parti et coalition       | Nuance                   | Voix         | %            | Voix        | %           |
| ------------------------ | ------------------------ | ------------------------ | ------------------------ | ------------ | ------------ | ----------- | ----------- |
|                          | Johnny Hajjar,           | PPM (AS - NFP)           | DVG                      | 6 626        | 37,28        | 8 541       | 45,47       |
|                          | Béatrice Bellay,         | PS (NFP)                 | SOC                      | 4 489        | 25,26        | 10 243      | 54,53       |
|                          | Francis Carole           | PALIMA (GSPM)            | REG                      | 2 617        | 14,72        |             |             |
|                          | Max Ferraty              | RN                       | RN                       | 1 684        | 9,47         |             |             |
|                          | Nathalie Jos             | Péyi-A (NFP)             | REG                      | 1 010        | 5,68         |             |             |
|                          | Frédérique Dispagne      | SE                       | DVG                      | 624          | 3,51         |             |             |
|                          | Mélanie Sulio            | CO                       | EXG                      | 363          | 2,04         |             |             |
|                          | Emmanuel Granier         | SE                       | DVD                      | 361          | 2,03         |             |             |
|                          |                          |                          |                          |              |              |             |             |
| Votes valides            | Votes valides            | Votes valides            | Votes valides            | 17 774       | 94,66        | 18 784      | 93,66       |
| Votes blancs             | Votes blancs             | Votes blancs             | Votes blancs             | 585          | 3,12         | 783         | 3,90        |
| Votes nuls               | Votes nuls               | Votes nuls               | Votes nuls               | 417          | 2,22         | 488         | 2,43        |
| Total                    | Total                    | Total                    | Total                    | 18 776       | 100          | 20 055      | 100         |
| Abstention               | Abstention               | Abstention               | Abstention               | 41 482       | 68,84        | 40 205      | 66,72       |
| Inscrits / participation | Inscrits / participation | Inscrits / participation | Inscrits / participation | 60 258       | 31,16        | 60 260      | 33,28       |

#### Quatrième circonscription
- Député sortant : Jean-Philippe Nilor (Péyi-A)

| Candidat                 | Candidat                 | Parti et coalition       | Nuance                   | Premier tour | Premier tour | Second tour | Second tour |
| Candidat                 | Candidat                 | Parti et coalition       | Nuance                   | Voix         | %            | Voix        | %           |
| ------------------------ | ------------------------ | ------------------------ | ------------------------ | ------------ | ------------ | ----------- | ----------- |
|                          | Jean-Philippe Nilor      | Péyi-A (NFP)             | REG                      | 15 405       | 63,18        | 21 620      | 86,58       |
|                          | Grégory Roy-Larentry     | RN                       | RN                       | 2 408        | 9,88         | 3 350       | 13,42       |
|                          | Phillippe Petit          | UDI-UDEM                 | UDI                      | 2 316        | 9,50         |             |             |
|                          | Louis Boutrin            | MÉ                       | ECO                      | 1 538        | 6,31         |             |             |
|                          | Aude Goussard            | SE                       | REG                      | 1 294        | 5,31         |             |             |
|                          | Yvette Galot             | GALO                     | DVG                      | 824          | 3,38         |             |             |
|                          | Karine Thérèse,          | Utiles                   | ECO                      | 599          | 2,46         |             |             |
|                          |                          |                          |                          |              |              |             |             |
| Votes valides            | Votes valides            | Votes valides            | Votes valides            | 24 384       | 95,79        | 24 970      | 93,66       |
| Votes blancs             | Votes blancs             | Votes blancs             | Votes blancs             | 601          | 2,36         | 1 003       | 3,76        |
| Votes nuls               | Votes nuls               | Votes nuls               | Votes nuls               | 471          | 1,85         | 687         | 2,58        |
| Total                    | Total                    | Total                    | Total                    | 25 456       | 100          | 26 660      | 100         |
| Abstention               | Abstention               | Abstention               | Abstention               | 58 966       | 69,85        | 57 763      | 68,42       |
| Inscrits / participation | Inscrits / participation | Inscrits / participation | Inscrits / participation | 84 422       | 30,15        | 84 423      | 31,58       |